# 石家荘テレビ塔
石家荘テレビ塔（せっかそうテレビとう、Shijiazhuang TV-tower）は、中華人民共和国の石家荘に位置する、1998年に建てられた鉄塔である。高さは280mである。